# Loi Lang
Loi Lang (franz: Lex Lang, Lang-Gesetz) ist die übliche Bezeichnung für die französische Regelung der Buchpreisbindung. Offiziell wird das Gesetz als Gesetz Nr. 81-766 vom 10. August 1981 zitiert. Es ist nach dem damaligen französischen Kultur- und Bildungsminister Jack Lang benannt.
Das Gesetz verpflichtet  den Buchhandel, Bücher während der Bindungszeit von zwei Jahren nach Erscheinen zum vom Verlag festgesetzten Preis zu verkaufen, wobei ein Rabatt von maximal 5 % möglich ist. Bildungseinrichtungen und einigen weiteren eng bestimmten Abnehmern darf ein Rabatt von bis zu 9 % eingeräumt werden.
Als Reaktion auf die Erfolge von Online-Buchhändlern, insbesondere Amazon, wurde im Oktober 2013 ein Verbot eingefügt, gleichzeitig den Rabatt und einen kostenlosen Versand anzubieten. Ein Verzicht auf Versandkosten wird künftig auf den zulässigen Rabatt angerechnet. Im Juli 2014 wurde der kostenlose Versand ganz verboten und zugleich werden Rabatte nur noch im stationären Buchhandel erlaubt. Amazon reagierte mit der Ankündigung, künftig in Frankreich Versandkosten von 0,01 € zu verlangen.